# Hengster
Das Naturschutzgebiet Hengster (NSG-Kennung 1438002) liegt im hessischen Landkreis Offenbach. Es umfasst einen rund acht Hektar großen Waldbestand, der sich überwiegend im Stadtgebiet von Rodgau und zu einem kleinen Teil im Gebiet von Obertshausen befindet.
Es gilt als eines der ältesten Naturschutzgebiete Hessens bzw. Deutschlands.

## Gebietsbeschreibung
Das Naturschutzgebiet liegt in einem größeren land- und forstwirtschaftlich geprägten Bereich zwischen den Ortslagen von Obertshausen, Weiskirchen, Rembrücken und Heusenstamm. Im Norden grenzt es an die Umgehungsstraße entlang der Bundesautobahn 3, die in den 1950er Jahren gebaut wurde. Weitere umgebende Bereiche liegen im großflächigen Landschaftsschutzgebiet Landkreis Offenbach (LSG-Kennung 2438001).
Der Hengster ist ein ehemaliges Moorgebiet, das Anfang des 20. Jahrhunderts aufgrund seiner bemerkenswerten Flora überregional bekannt war.
Bereits 1821 wurde das Areal als „botanisches Schatzkästlein“ entdeckt. Es zog Forscher aus der ganzen Welt an, die eine Moorlandschaft vorfanden, welche bis ins sogenannte Kreuzloch reichte. Wasserdurchlässige Flug- und Dünensande sorgten für einen nährstoffarmen Boden. Eine Reihe von Hochmoorpflanzen war zu finden, darunter zahlreiche Seltenheiten, u. a. Orchideen. Noch bis 1995 konnte der Sonnentau, eine fleischfressende Pflanze, im Gebiet nachgewiesen werden. Ferner gediehen viele weitere, heute ausgestorbene oder bedrohte Tier- und Pflanzenarten.
Um 1930 wurden für die Landwirtschaft mehrere Gräben gezogen und das Areal entwässert. Mittlerweile, Anfang des 21. Jahrhunderts, ist der Hengster in weiten Teilen ein trockener Bruchwald mit Erlen und Birken, dem vor allem historische Bedeutung zukommt.
Im Heimatmuseum Obertshausen ist dem Gebiet eine Dauerausstellung gewidmet. Die Geschichte des Hengsters von 1884 bis 1969 wurde in zwei Büchern dokumentiert.

## Schutzzweck
Zweck der NSG-Ausweisung ist der Schutz des Gebietes mit seinen seltenen Pflanzenarten vor Eingriffen.
Neben den Entwässerungsgräben wirkten sich in den 1950er Jahren der Bau der Autobahn Frankfurt – Würzburg und das in unmittelbarer Nähe liegende Pumpwerk Lämmerhecke zunehmend entwässernd aus. Dies führte zu weiterer Austrocknung des Gebietes, und in der Folge schritt die Sukzession des einst moorigen Feuchtbiotops durch Birken und Erlen fort. 1983 konnte sich die Naturschutzbehörde nicht zur Löschung des NSG entschließen. Heute befindet sich hier ein bruchwaldartiger, trockener Erlen-Birken-Wald, und so fristet das einstige „Botanische Schatzkästlein“ als mahnende „Naturschutzruine“ sein Dasein.